# Xilose
Xilose é um monossacarídeo, uma aldopentose, de fórmula química C5H10O5. É obtido pela hidrólise dos xilanos que compõe a hemicelulose, principalmente em nas fibras do milho, madeira e no bagaço da cana-de-açúcar.